# El gran varón
El gran varón is een single uit 1989 van de Puerto Ricaans-Amerikaanse trombonist/zanger Willie Colón. Het is geschreven door Omar Alfanno en werd als laatste nummer opgenomen voor Top Secrets, het laatste album dat Colón uitbracht op het in salsa gespecialiseerde label Fania. Het Amerikaanse blad Billboard benoemde El gran varón tot een van de 50 beste latin-songs aller tijden.

## Achtergrond
De tekst gaat over een homoseksuele jongeman, Simón genaamd, die zijn Mexicaanse (of Puerto Ricaanse) geboortedorp verlaat en naar de Verenigde Staten trekt om als transgender door het leven te gaan. Zijn vader, Andrés, verbreekt het contact omdat hij bang is voor zijn eigen reputatie. Jaren gaan voorbij zonder taal of teken van Simon wanneer Andrés in de zomer van 1986 te horen krijgt dat zijn zoon/dochter op 30-jarige leeftijd aan aids is overleden.
Met El gran varón behaalde de politiek bewuste Colón zijn grootste succes sinds het samenwerkingsalbum Siembra (1978) met zanger-activist Rubén Blades. Bij veel concerten is het de afsluiter, al dan niet voorafgegaan door een citaat uit Morris Alberts Feelings. 
In 1993 nam Colón een nieuwe versie op voor een verzamelalbum; hierbij werd Simóns geboortejaar veranderd van 1956 naar 1963. 
In 1995 vertolkte hij het bij een concert met de Fania All-Stars.
Van het lied werden vele coverversies gemaakt en in 2002 kwam er een verfilming (Simón, el gran Varón), zij het zonder succes.